# 二溴化钋
二溴化钋，又称溴化钋(II)是一种无机化合物，化学式 PoBr2。在室温下，它是一种紫棕色晶体。 它（轻微分解）在 110 °C/30 μ 下升华，并在270–280 °C 的氮气中融化并分解。

## 制备
二溴化钋可以由以下方法制成：
- 四溴化钋 (PoBr4) 在 200 °C 的真空下热分解[2]。
- 低温下，四溴化钋被硫化氢脱卤（英语：Dehalogenation）。（这个反应就算加热，也不会获得纯的二溴化钋）[1][2]

## 化学性质
二溴化钋可溶于氢溴酸（类似制备二氯化钋的溶液）和酮，形成紫色溶液，尽管后者会迅速氧化成钋(IV)。固体二溴化钋和氨反应会被还原 成金属钋。